# Винигштет
Винигштет (њем. Winnigstedt) општина је у њемачкој савезној држави Доња Саксонија. Једно је од 37 општинских средишта округа Волфенбител. Према процјени из 2010. у општини је живјело 798 становника. Посједује регионалну шифру (AGS) 3158035.

## Географски и демографски подаци
Винигштет се налази у савезној држави Доња Саксонија у округу Волфенбител. Општина се налази на надморској висини од 91 метра. Површина општине износи 12,0 km². У самом мјесту је, према процјени из 2010. године, живјело 798 становника. Просјечна густина становништва износи 66 становника/km².

## Међународна сарадња
| Мјесто   | Држава               | Врста сарадње | Од    |
| -------- | -------------------- | ------------- | ----- |
| Бромјард | Уједињено Краљевство | контакт       | 2000. |
|          | Француска            | партнерство   | 1986. |
| Извор    |                      |               |       |